# Austrozephyrus albifasciatus
Austrozephyrus albifasciatus är en fjärilsart som beskrevs av Francis Gard Howarth 1957. Austrozephyrus albifasciatus ingår i släktet Austrozephyrus och familjen juvelvingar. Inga underarter finns listade i Catalogue of Life.